# Palacio Corner Mocenigo
El palacio Corner Mocenigo es una construcción histórica italiana situada en el sestiere de San Polo de Venecia, en el Campo de San Polo, plaza a la que miran las fachadas lateral derecha y posterior. Es la sede del comando regional de la Guardia di Finanza.

## Historia
El edificio se construyó en el siglo xvi sobre los restos de una vivienda familiar del siglo xiv destruida por un incendio en 1535. La vivienda, identificable en la xilografía de Jacopo de'Barbari de 1500 que representa la ciudad de Venecia a vista de pájaro,
después de haber sido adquirida como bien público en 1349, fue varias veces donada a personalidades notables de la época como compensación a los servicios ofrecidos a la República de Venecia. Como tal, perteneció a Jacopo II da Carrara, Jacopo dal Verme, Erasmo de Narni y a Francisco I Sforza, que en 1461 la cedió a Marco Corner a cambio de un palacio junto al Gran Canal, en San Samuele, entonces todavía en construcción.
Estando en posesión del edificio, Marco Corner emprendió una campaña de adquisiciones que le llevaron en 1480 a comprar a Marco Dandolo una serie de inmuebles limítrofes (descritos en los documentos como almacenes o casas familiares), situados en la parte sur de la actual calle Vincenzo Coronelli. 
En 1489, con la muerte del noble, las propiedades de San Paolo pasaron, según el orden hereditario, al hijoi Giorgio y, posteriormente en 1527, a Giovanni Corner. 
Fue Giovanni quien, tras el incendio de 1535, confió la reconstrucción del palacio a Michele Sanmicheli. Las obras comenzaron en 1551, un año antes de la muerte del promotor, y se prolongaron hasta 1564, ya fallecido el arquitecto. Precisamente en mayo de ese año, los hijos de  Giovanni, Marcantonio y Francesco Corner, ocupabal la primera planta del edificio recién terminado. Solo a partir de 1596, el palacio se convirtió en la residencia exclusiva de la rama de la familia Corner de «San Polo del Campo».
El palacio fue objeto de numerosas reformas durante el transcurso de los siglos XVII y XVIII.
Si en un primer momento se realizaron ampliaciones del edificio mediante la adquisición o la creación de construcciones anejas, en un segundo se concentraron principalmente en la redefinición de los espacios interiores y de sus elementos decorativos, adecuando los espacios a las cambiantes exigencias habitacionales y a las distintas necesidades de uso.
Tras estas obras, está bien documentada la campaña de reformas llevada a cabo entre 1736 y 1747, que afectó principalmente a las habitaciones de las entreplantas del primer piso y a la decoración del segundo.
De la rama de Giorgio Corner (hermano de la célebre Caterina Cornaro[11], que llegó a ser reina de Chipre, de Jerusalén y de Armenia, de 1474 a 1489) descendía Laura Corner -última representante de la rama- que en 1796 contrajo matrimonio con Alvise Mocenigo, aportando en dote el palacio, que desde ese momento adoptó el nombre de  Ca’ Corner Mocenigo.
Desde entonces, el edificio fue pasando por diversas manos, albergando entre otros huéspedes a la Escuela véneta de arte apliada a la industria, a la la Aduana regia imperial austriaca, a una sección provisional del diario Il Gazzettino (fundado en 1887 en Venecia), hasta llegar a 1953, cuando la Guardia di Finanza lo adquirió, convirtiéndolo en sede del Comando Regional del cuerpo.

## Descripción
El palacio Corner Mocenigo destaca por su desarrollo vertical, más evidente en la fachada principal al "rio" de San Polo. La construcción se eleva siguiendo el esquema planimétrico tripartito del palacio veneciano en seis alturas. A las tres primeras plantas les corresponden otros tantos entresuelos, disimulados en las dos plantas principales. Por encima de la última planta se levanta sobre la amplia terraza un ático, ya presente en los inicios del XVIII, según se observa en un grabado de 1703 de Luca Carlevarijs.

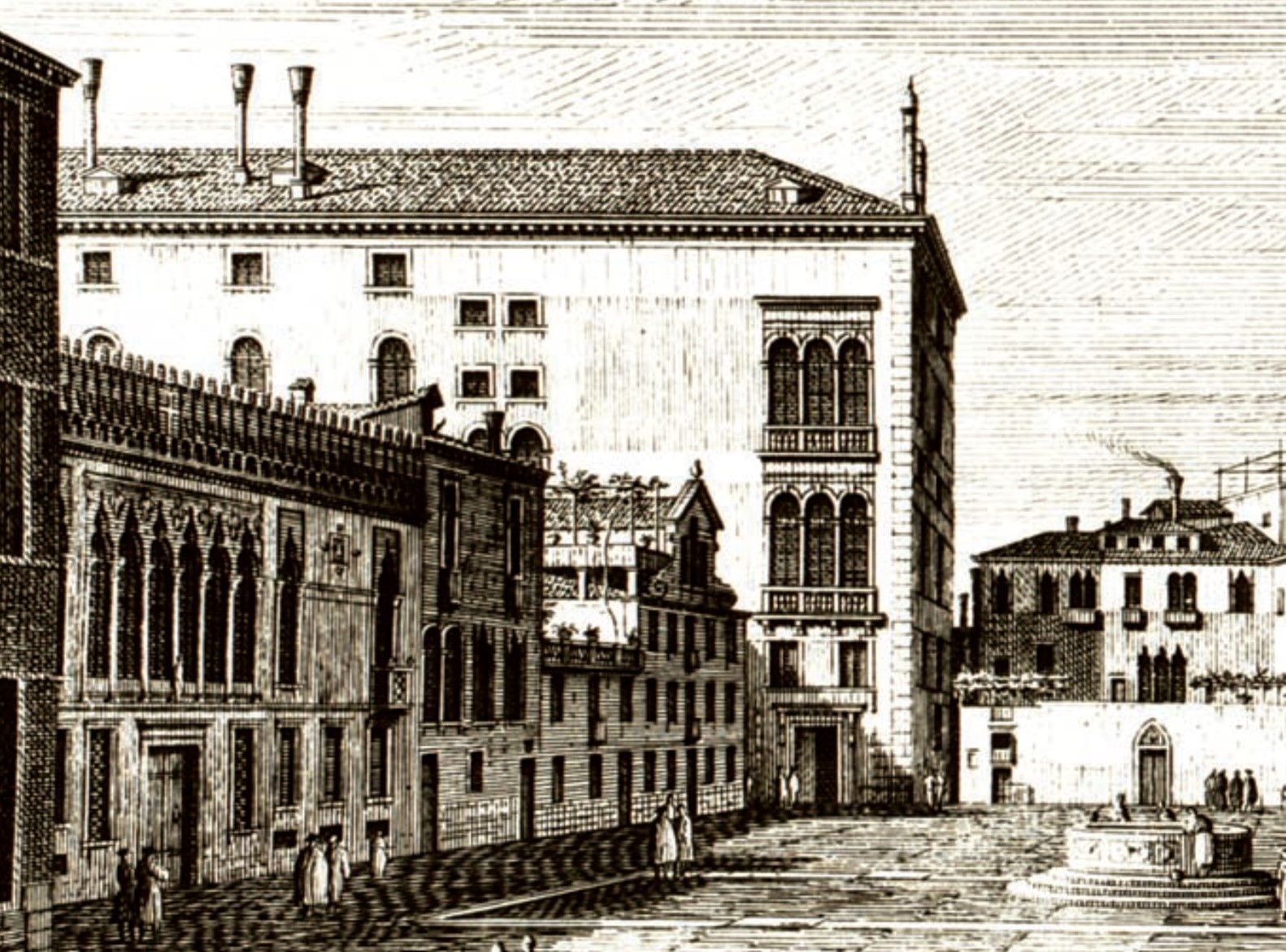
Antonio Visentini, Platea S. Pauli privatis aedibus ornata, en Urbis Venetiarum prospectus celebriores ex Antonii Canal tabulis XXXVIII, Venecia, 1742.

La fachada al "rio" de San Polo, de gusto renacentista, resulta regular y austera en cuanto a elementos decorativos. El ritmo compositivo se supedita al uso de la piedra de Istria, que destaca en su disposición sobre el ladrillo visto el almohadillado del zócalo, los sillares de las esquinas y, en definitiva, según el principio serliano, el marco estructural del edificio.
A partir de la faja del zócalo realizada en piedra blanca de Istria y ritmada por tres accesos al nivel del agua, se muestran los órdenes de columnas superpuestos según los cánones clásicos. Al diseño de las lesenas  se contraponen los marcados entablamentos sobre las ventanas que se repiten a ambos lados de las dos grandes serlianas centrales. Las balaustradas de los balcones apenas sobresalen, como marcaba la moda del momento. Cierra el repertorio un robusto frontón en voladizo que sirve de apoyo a una larga cornisa marcaplantas.
En las fachadas laterales solo aparece ornamentada la parte a la que se accede por el Campo San Polo, que constituye la entrada por tierra. Esta fachada presenta un doble acceso en arco de medio punto que desde el siglo XVIII sustituye al portal único original, visible en el grabado de Antonio Visentini incluido en el Urbis Venetiarum prospectus celebriores ex Antonii Canal tabulis de 1742.